# Brian Deck
Brian Deck je americký bubeník, hudební producent a zvukový inženýr. V devadesátých letech byl členem skupiny Red Red Meat, se kterou znovu vystupoval v letech 2008 až 2009. Později byl členem skupiny Ugly Casanova. Během své kariéry spolupracoval s mnoha dalšími hudebníky, mezi které patří hudebník John Cale nebo skupina Modest Mouse.